# Hippoglossina oblonga
Hippoglossina oblonga är en fiskart som först beskrevs av Mitchill, 1815.  Hippoglossina oblonga ingår i släktet Hippoglossina och familjen Paralichthyidae. Inga underarter finns listade i Catalogue of Life.